# Høve (plaats)
Høve is een plaats in de Deense regio Seeland, gemeente Odsherred. De plaats telt 200 inwoners (2008).